# Deutscher Nachwuchsfilmpreis

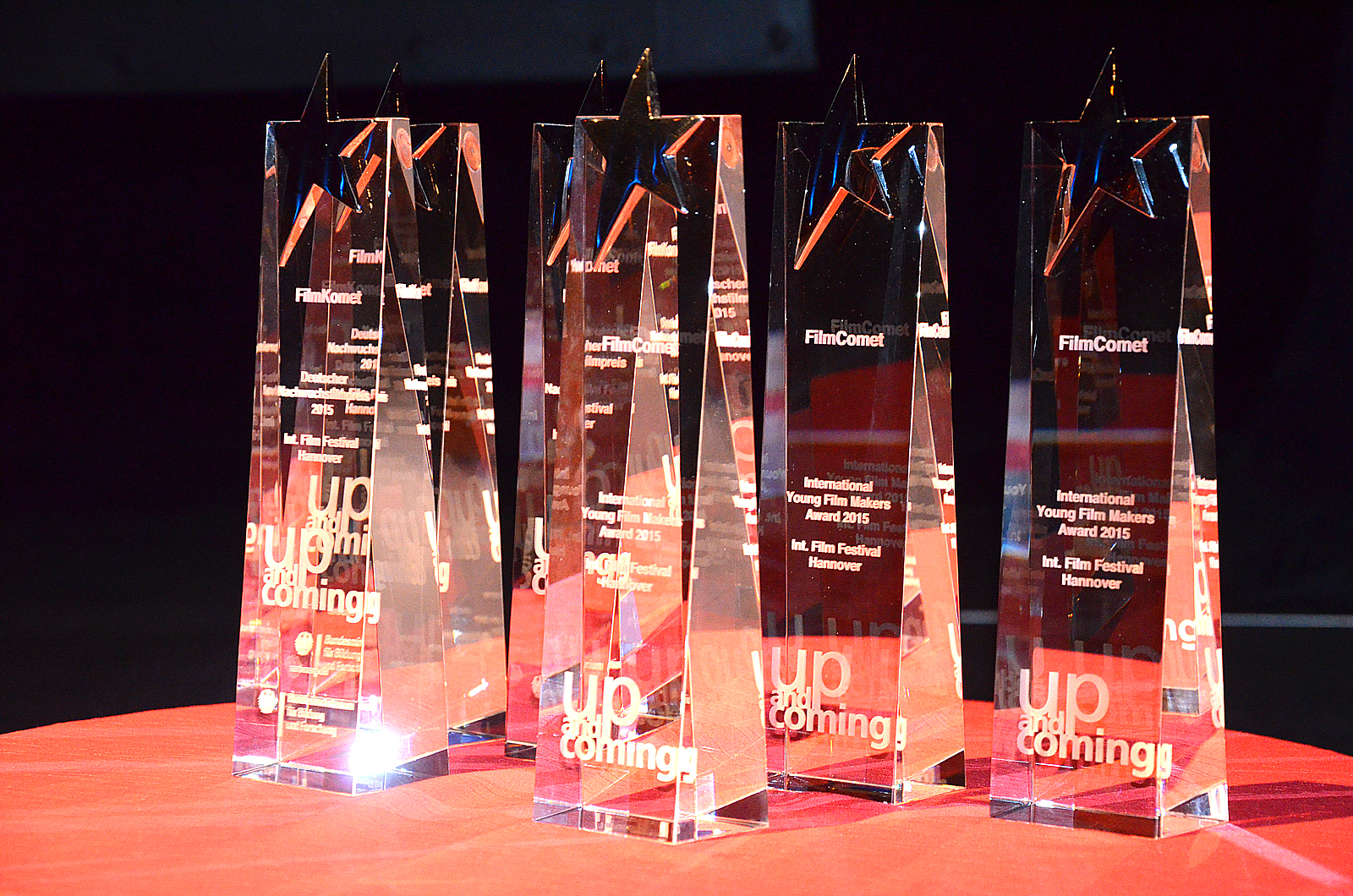
Aufgereiht: Filmkometen des Deutschen Nachwuchsfilmpreises und des International Young Film Makers Award 2015 am 13. Internationalen up-and-coming Film Festival in Hannover

Alle zwei Jahre wird seit November 2005 im deutschen Wettbewerb des up-and-coming Int. Film Festival Hannover der Deutsche Nachwuchsfilmpreis vergeben. Eine namhaft besetzte Jury prämiert insgesamt drei Filme und berücksichtigt dabei die Altersgruppen bis 16 Jahre, 17 bis 22 und 23 bis 27 Jahre in der Kategorie 'Regie'. Bei der Beurteilung stehen nicht technische Perfektion, sondern Originalität und Eigenständigkeit von Idee und filmischer Umsetzung sowie Innovationskraft im Vordergrund.
Der Preis wird als gläserner FilmKomet zusammen mit einem Preisgeld und einer zweijährigen Produzenten-Patenschaft vergeben und vom Bundesministerium für Bildung und Forschung (BMBF) gestiftet.
Seit 2007 haben erfolgreiche Produzenten aus der Film- und Fernsehbranche die Patenschaft übernommen. Damit soll die Nachhaltigkeit der Auszeichnung gestärkt werden. Hierbei gibt es vielfältige Formen der Förderung wie z. B. Coaching bei neuen Filmen.
Die Paten sind Regina Ziegler (Ziegler Film), Volker Engel (uncharted territory), Peter Rommel (Peter Rommel Filmproduktion, u. a. Halbe Treppe, Wolke 9) und seit November 2009 Christian Becker (Rat Pack Filmproduktion, u. a. Die Welle, Vorstadtkrokodile) Hans W. Geißendörfer (Geißendörfer Film- und Fernsehproduktion, u. a. ARD-Kultserie Lindenstraße) und Bettina Brokemper (Heimatfilm).
Der Deutsche Nachwuchsfilmpreis ist eine Initiative des Vereins Bundesweites Schülerfilm- und Videozentrum in Hannover und kooperiert mit bundesweit ausgewählten Filmwettbewerben für Schüler und Jugendliche. Die Veranstalter dieser Wettbewerbe nominieren Filmemacher aus ihrem Teilnehmerkreis, diese gehen dann gemeinsam mit den von up-and-coming ausgewählten Filmen in den Wettbewerb.